# Le Planois
Le Planois ist eine französische Gemeinde im Département Saône-et-Loire in der Region Bourgogne-Franche-Comté. Sie gehört zum Arrondissement Louhans und zum Kanton Pierre-de-Bresse. Der Ort hat 87 Einwohner (Stand 1. Januar 2022). Die Einwohner werden Planoisiens, resp. Planoisiennes.

## Geografie

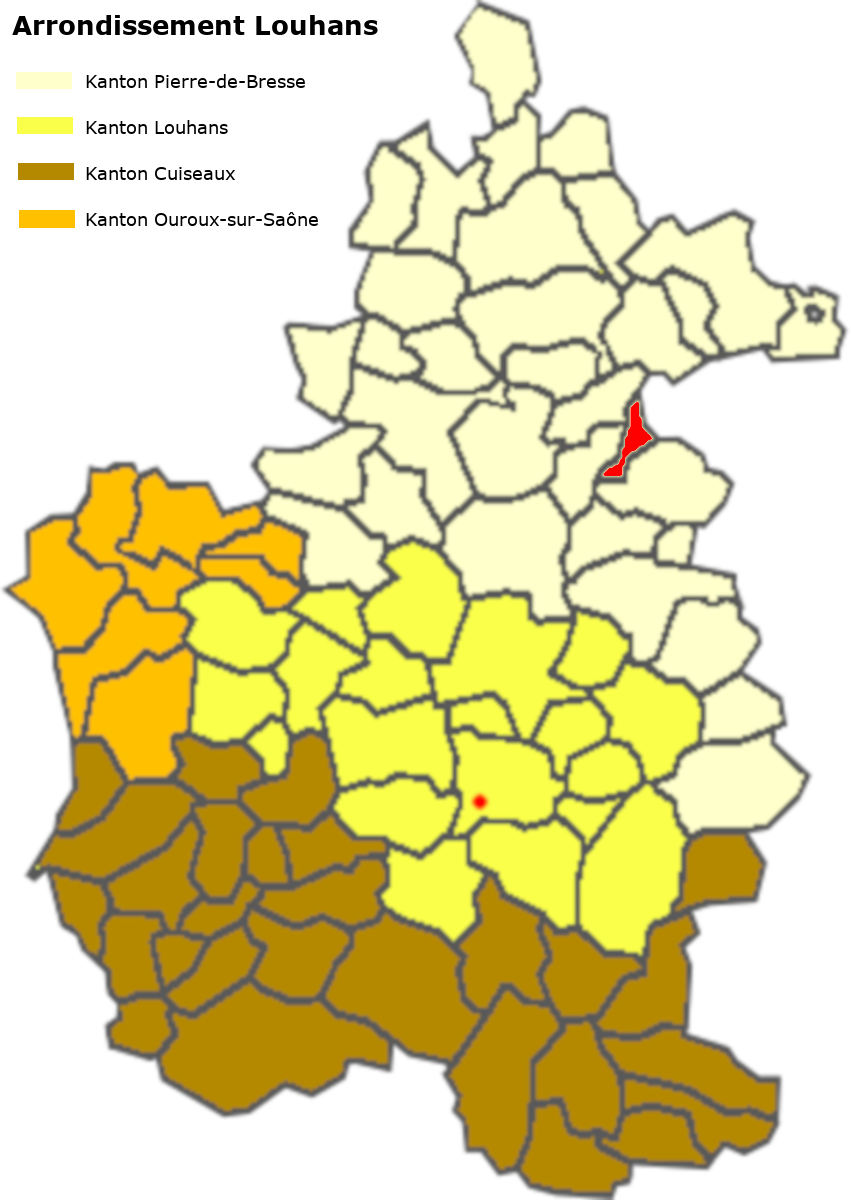
Lage der Gemeinde im Arrondissement Louhans

Die Gemeinde liegt in der Landschaft Bresse, im nördlichen Drittel des Arrondissement Louhans und grenzt im Nordosten an das Département Jura. Die gesamte Westgrenze wird durch die Brenne gebildet, von Osten her mündet im Norden la Darge von Chapelle-Voland in die Brenne. Das Tal der Brenne ist für die Gemeinde prägend, bei Hochwasser sind viele Gebiete regelmäßig überschwemmt und dienen als Rückhalteflächen. Die Departementsstraße D23 streift lediglich das äußerste Gemeindegebiet im Osten, ohne den Ort zu erschließen. Die Gemeinde weist nur wenige bewaldete Flächen auf, östlich des Ortes findet sich eine größere Waldfläche, sonst weist das Gebiet etliche Pappelplantagen auf. Die bewohnten Gebiete beschränken sich auf drei Schwerpunkte, der Bourg liegt auf einer leichten Anhöhe über der Brenne. Zur Gemeinde gehören folgende Weiler und Fluren: le Deffait, le Haut-du-Planois, Sancenne.

### Klima
Das Klima in Le Planois ist warm und gemäßigt. Es gibt das ganze Jahr über deutliche Niederschläge, selbst der trockenste Monat weist noch hohe Niederschlagsmengen auf. Die Klassifikation des Klimas nach Köppen und Geiger ist Cfb ((Gemäßigtes) Ozeanklima). Die Temperatur liegt im Jahresdurchschnitt bei 11,9 °C. Der wärmste Monat ist der Juli mit einer Durchschnittstemperatur von 21,1 °C, der kälteste der Januar mit 3,2 °C. Über ein Jahr verteilt summieren sich die Niederschläge auf 1081 mm, dabei ist der November mit 117 mm der niederschlagsreichste, während Juli als trockenster Monat 72 mm aufweist. Über das ganze Jahr werden etwa 2764 Sonnenstunden gezählt.
|                        | Jan | Feb | Mär  | Apr  | Mai  | Jun  | Jul  | Aug  | Sep  | Okt  | Nov  | Dez |   |      |
| Mittl. Temperatur (°C) | 3,2 | 3,9 | 7,5  | 11,1 | 15,0 | 19,1 | 21,1 | 20,7 | 16,9 | 12,9 | 7,3  | 4,1 | ⌀ | 11,9 |
| Mittl. Tagesmax. (°C)  | 6,2 | 7,6 | 11,9 | 15,7 | 19,3 | 23,8 | 25,7 | 25,4 | 21,4 | 16,9 | 10,5 | 6,8 | ⌀ | 16   |
| Mittl. Tagesmin. (°C)  | 0,6 | 0,5 | 3,2  | 6,4  | 10,3 | 14,1 | 16,1 | 15,8 | 12,7 | 9,2  | 4,4  | 1,5 | ⌀ | 7,9  |
|                        |     |     |      |      |      |      |      |      |      |      |      |     |   |      |
| Niederschlag (mm)      | 98  | 83  | 80   | 90   | 93   | 77   | 72   | 73   | 87   | 104  | 117  | 107 | Σ | 1081 |

| 0,6 |

| 0,5 |

| 3,2 |

| 6,4 |

| 10,3 |

| 14,1 |

| 16,1 |

| 15,8 |

| 12,7 |

| 9,2 |

| 4,4 |

| 1,5 |

| 0,6 |

| 0,5 |

| 3,2 |

| 6,4 |

| 10,3 |

| 14,1 |

| 16,1 |

| 15,8 |

| 12,7 |

| 9,2 |

| 4,4 |

| 1,5 |

## Toponymie
Die erste Erwähnung der Ortschaft geht zurück auf 1374, erwähnt wird Plainnay… en la perroiche de la Chapelle Volant, 1476 wird Le Planoy erwähnt. Ernest Nègre führt den Ortsnamen auf die Platanen zurück. Wahrscheinlicher ist jedoch die Ableitung von plaine, der Ebene, als Beschreibung des Geländes entlang der Brenne.

## Geschichte
1374 gehörte Le Planois zur Gemeinde Chapelle-Voland und wurde erst mit der Französischen Revolution zu einer selbständigen Gemeinde. Bis zum 17. Jahrhundert war das Schloss Visargent (Gemeinde Bosjean) Schutzburg für die Planoisiens, dort lag auch die Gerichtsbarkeit. Das Gebäude für die Mairie und Schule stammt aus dem Jahr 1902 und ist das einzige Steingebäude, bei den übrigen Häusern handelt es sich um Bressehäuser. Im Norden der Hauptsiedlung befindet sich ein altes Brennhaus. 1988 bestanden noch 15 Landwirtschaftsbetriebe.

## Bevölkerung
| Le Planois: Einwohnerzahlen von 1793 bis 2020 | Le Planois: Einwohnerzahlen von 1793 bis 2020 | Le Planois: Einwohnerzahlen von 1793 bis 2020 | Le Planois: Einwohnerzahlen von 1793 bis 2020 | Le Planois: Einwohnerzahlen von 1793 bis 2020 |
| --- | --------------------------------------------- | --------------------------------------------- | --------------------------------------------- | --------------------------------------------- |
| Jahr |                                               |                                               |                                               | Einwohner                                     |
| 1793 | 1793                                          |                                               | 273                                           | 273                                           |
| 1800 | 1800                                          |                                               | 297                                           | 297                                           |
| 1806 | 1806                                          |                                               | 318                                           | 318                                           |
| 1821 | 1821                                          |                                               | 270                                           | 270                                           |
| 1831 | 1831                                          |                                               | 273                                           | 273                                           |
| 1836 | 1836                                          |                                               | 263                                           | 263                                           |
| 1841 | 1841                                          |                                               | 271                                           | 271                                           |
| 1846 | 1846                                          |                                               | 287                                           | 287                                           |
| 1851 | 1851                                          |                                               | 288                                           | 288                                           |
| 1856 | 1856                                          |                                               | 261                                           | 261                                           |
| 1861 | 1861                                          |                                               | 266                                           | 266                                           |
| 1866 | 1866                                          |                                               | 278                                           | 278                                           |
| 1872 | 1872                                          |                                               | 289                                           | 289                                           |
| 1876 | 1876                                          |                                               | 275                                           | 275                                           |
| 1881 | 1881                                          |                                               | 288                                           | 288                                           |
| 1886 | 1886                                          |                                               | 278                                           | 278                                           |
| 1891 | 1891                                          |                                               | 267                                           | 267                                           |
| 1896 | 1896                                          |                                               | 259                                           | 259                                           |
| 1901 | 1901                                          |                                               | 276                                           | 276                                           |
| 1906 | 1906                                          |                                               | 282                                           | 282                                           |
| 1911 | 1911                                          |                                               | 298                                           | 298                                           |
| 1921 | 1921                                          |                                               | 256                                           | 256                                           |
| 1926 | 1926                                          |                                               | 278                                           | 278                                           |
| 1931 | 1931                                          |                                               | 265                                           | 265                                           |
| 1936 | 1936                                          |                                               | 240                                           | 240                                           |
| 1946 | 1946                                          |                                               | 192                                           | 192                                           |
| 1954 | 1954                                          |                                               | 155                                           | 155                                           |
| 1962 | 1962                                          |                                               | 130                                           | 130                                           |
| 1968 | 1968                                          |                                               | 127                                           | 127                                           |
| 1975 | 1975                                          |                                               | 116                                           | 116                                           |
| 1982 | 1982                                          |                                               | 106                                           | 106                                           |
| 1990 | 1990                                          |                                               | 93                                            | 93                                            |
| 1999 | 1999                                          |                                               | 74                                            | 74                                            |
| 2009 | 2009                                          |                                               | 104                                           | 104                                           |
| 2014 | 2014                                          |                                               | 98                                            | 98                                            |
| 2020 | 2020                                          |                                               | 86                                            | 86                                            |
| Quelle(n): EHESS/Cassini bis 2006, ab 2009 INSEE Anmerkung(en): • Ab 1962 offizielle Zahlen ohne Einwohner mit Zweitwohnsitz • Höchste Einwohnerzahl 1806 mit 318, tiefste Einwohnerzahl 1999 mit 74 (23,3 % vom Maximum) |                                               |                                               |                                               |                                               |

| Bevölkerungsstruktur | Anzahl Einwohner | männlich | weiblich | davon Ausländer | Anteil % |
| -------------------- | ---------------- | -------- | -------- | --------------- | -------- |
|                      | 84               | 38       | 46       | 15              | 17,9     |

| Männer | Alterstufe | Frauen |
| ------ | ---------- | ------ |
| 2      | 90 + älter | 0      |
| 7      | 75–89      | 6      |
| 14     | 60–74      | 12     |
| 7      | 45–59      | 9      |
| 4      | 30–44      | 6      |
| 3      | 15–29      | 5      |
| 1      | 0–14       | 8      |

Die Bevölkerungsstruktur zwischen Männern und Frauen weist einen Überhang zugunsten der Frauen auf, die 55 % der Bevölkerung ausmachen, wobei 32 % der Bevölkerung jünger als 45 Jahre sind. Demgegenüber sind 49 % der Einwohner älter als 60 Jahre und damit im Rentenalter.
Auffällig ist in dieser kleinen Gemeinde – nebst dem hohen Ausländeranteil – auch die Tatsache, dass 37 % der Wohneinheiten als Zweitwohnungen genutzt werden, wobei nicht bekannt ist, wie viele Nutzer ebenfalls Ausländer sind.
| Wohnstruktur               | Anzahl Wohneinheiten | davon Häuser | Wohnungen | sonstige |
| -------------------------- | -------------------- | ------------ | --------- | -------- |
|                            | 71                   | 70           | 1         |          |
| davon Hauptwohnsitz        | 41                   |              |           |          |
| Zweit- oder Ferienwohnsitz | 26                   |              |           |          |
| vakant                     | 4                    |              |           |          |

## Wirtschaft und Infrastruktur

### Unternehmen, Betriebe, Ladengeschäfte und Einrichtungen
In der Gemeinde befinden sich nebst der Mairie folgende Unternehmen nach Branchen:
| Branche                                                           | Anzahl Betriebe |
| ----------------------------------------------------------------- | --------------- |
| Industrie und verarbeitendes Gewerbe                              |                 |
| Baugewerbe                                                        |                 |
| Groß- und Einzelhandel, Verkehr, Beherbergung und Gastronomie     | 1               |
| Information und Kommunikation                                     |                 |
| Finanz- und Versicherungsdienstleistungen                         |                 |
| Grundstücks- und Wohnungswesen                                    | 1               |
| Freiberufliche, wissenschaftliche und technische Dienstleistungen | 2               |
| Öffentliche Verwaltung, Unterricht, Gesundheits- und Sozialwesen  | 3               |
| Sonstige Dienstleistungen                                         | 1               |
| Land- und Forstwirtschaftsbetriebe                                | 6               |

In der Gemeinde betreibt eine Logopädin ihr Praxis, weitere Elemente der Infrastruktur finden sich nicht im Ort. Mit den Gütern des täglichen Bedarfs versorgen sich die Einwohner weitgehend in Saint-Germain-du-Bois.

### Geschützte Produkte in der Gemeinde
Als AOC-Produkte sind in Le Planois Volaille de Bresse und Dinde de Bresse zugelassen.

### Bildungseinrichtungen
Le Planois verfügt über keine eigenen schulischen Einrichtungen. Die Kinder werden in Schulen der umliegenden Gemeinden ausgebildet.